# Ґратка Бете

Ґратка Бете з координаційним числом

Ґратка Бете, або дерево Келі (різновид графу Келі) — нескінченний зв'язний граф без циклів (дерево), кожен вузол якого сполучений із {\displaystyle z} сусідами. Число {\displaystyle z} називають координаційним числом. Це дерево з коренем, оточеним послідовністю оболонок. Число вершин у {\displaystyle k}-ій оболонці дорівнює:
{\displaystyle \,N_{k}=z(z-1)^{k-1}.}
Таку ґратку запропонував 1935 року Ганс Бете. Завдяки її простоті багато задач статистичної механіки на цій структурі можна розв'язати точно.

## Виноски
1. ↑   Bethe, H. A. (1935). Statistical theory of superlattices. Proc. Roy. Soc. London Ser A. 150: 552—575. Bibcode:1935RSPSA.150..552B. doi:10.1098/rspa.1935.0122. Zbl 0012.04501.
2. ↑  Baxter, Rodney J. (1982). Exactly solved models in statistical mechanics. Academic Press. ISBN 0-12-083182-1. Zbl 538.60093.